# Fuori il malloppo (Popsy Pop)
Fuori il malloppo (Popsy Pop) è un film del 1971 diretto da Jean Herman. Tra gli attori principali figura Henri Charrière, criminale e scrittore francese noto col soprannome di Papillon.

## Trama
Popsy Pop, una bella avventuriera, organizza una rapina ma fugge col malloppo prima di dividerlo con i complici.
Si troverà alla resa dei conti con un ispettore di polizia e l'ultimo dei complici ancora in vita.

## Produzione
Le riprese del film si sono svolte interamente in Venezuela.

## Distribuzione
Il film è stato presentato in anteprima mondiale il 10 marzo 1971 in Francia. Il film non è uscito nei cinema tedeschi ed è stato mostrato per la prima volta in TV nel 1989.